# Хакинг, Джек
Джон Ха́кинг (англ. John Hacking; 22 декабря 1897, Блэкберн — 31 мая 1955, Аккрингтон), более известный как Джек Ха́кинг (англ. Jack Hacking) — английский футбольный вратарь и футбольный тренер.

## Клубная карьера
Родился на Бедфорд-стрит в Милл-Хилл, районе Блэкберна в семье ткачей. На любительском уровне выступал за «Гримшо Парк» и резервную команду «Блэкберн Роверс». В декабре 1919 года стал игроком «Блэкпула». В основном составе команды дебютировал 24 сентября 1921 года в матче против «Халл Сити». На тот момент он был лишь третьим вратарём в клубе. Сыграв шесть матчей в 1921 года, он не попадал в основной состав до февраля 1924 года. В 1924 году стал регулярно играть в основе «Блэкпула», которым руководил Фрэнк Бакли. В сезоне 1923/24 команда заняла 4-е место во Втором дивизионе. 14 апреля 1925 года провёл свой последний матч за «Блэкпул» (против «Брэдфорд Сити».
14 октября 1925 года перешёл в клуб «Флитвуд Таун», который выступал в Комбинации Ланкашира. Выиграл Кубок Комбинации Ланкашира в 1926 году.
В мае 1926 года перешёл в клуб Второго дивизиона «Олдем Атлетик» вместе со своим близким другом и товарищем по «Флитвуду» Билли Портером. Выступал за команду на протяжении восьми сезонов, не пропустив за это время практически никаких матчей (кроме короткого периода на Пасху 1930 года, когда он пропускал игры из-за простуды: тогда «Олдем» набрал только одно очко после трёх матчей). Всего сыграл за клуб 234 матча (223 — в лиге и 11 — в Кубке Англии).
В марте 1934 года перешёл в «Манчестер Юнайтед». Дебютировал за клуб 17 марта 1934 года в матче против «Фулхэма». Манчестер Юнайтед» находился на тот момент на предпоследнем месте Второго дивизиона с десятью оставшимися матчами. Команда находилась на грани вылета в Третий дивизион до самого последнего тура, в котором встретилась с «Миллуоллом», который опережал «Юнайтед» на одно очко. «Миллуоллу» было достаточно сыграть вничью, чтобы избежать вылета, а «Юнайтед» устраивала только победа. Хакинг сыграл в этой решающей встрече, сохранив ворота своей команды «сухими», а «Юнайтед» победил со счётом 2:0, сохранив за собой место во Втором дивизионе, «Миллуолл» выбыл в Третий дивизион. В сезоне 1933/34 Джек пропустил лишь 6 мячей в 10 матчах, половину из своих игр проведя «всухую». В сезоне 1934/35 он провёл за команду ещё 24 матча. Был основным вратарём в первой части сезона, но после 3 пропущенных мячей от «Ноттингем Форест» 26 января и 3 мячей от Норвич Сити 2 февраля потерял место в основе, а за место в воротах стали конкурировать Джек Холл и Лен Лэнгфорд. По окончании сезона покинул «Юнайтед». Всего провёл за клуб 34 матча.
В мае 1935 года Джеку предложили пост играющего тренера в клубе Третьего дивизиона «Аккрингтон Стэнли». Он принял предложение, отыграв ещё один сезон в качестве вратаря, после чего завершил карьеру игрока. В конце сезона «Олдем Атлетик» провёл в его честь памятный матч на «Баундари Парк».
В сезоне 1945/46 сын Джека Хакина, Джек Хакинг-младший, также вратарь, играл за «Манчестер Юнайтед» в качестве гостевого игрока военного времени. Когда Джек-младший не смог сыграть в одном матче, его место в воротах занял его отец, Джек Хакинг-старший, которому на тот момент было 47 лет. Так он стал самым возрастным игроком «Юнайтед» в Военной лиге того сезона.

## Тренерская карьера
В сезоне 1935/1936 был играющим тренером клуба «Аккрингтон Стэнли».
В мае 1949 года стал главным тренером клуба «Барроу». Руководил клубом до самой своей смерти 31 мая 1955 года. Под его руководством «Барроу» выиграл Большой кубок Ланкашира в сезоне 1954/55.

## Выступления в сборной
Провёл три матча за национальную сборную Англии: 22 октября 1928 года против Ирландии, 17 ноября 1928 года против Уэльса и 13 апреля 1929 года против Шотландии. По итогам этих игр англичане разделили заняли второе место на Домашнем чемпионате Британии.

## Вне футбола
В 1934 году был выдвинут кандидатом от консерваторов по избирательному округу Торнем в районном совете Ройтона (Олдем). Он был соперником кандидата от Либеральной партии Уильяма Дауни.